# Manifestations iraniennes contre le port obligatoire du hijab

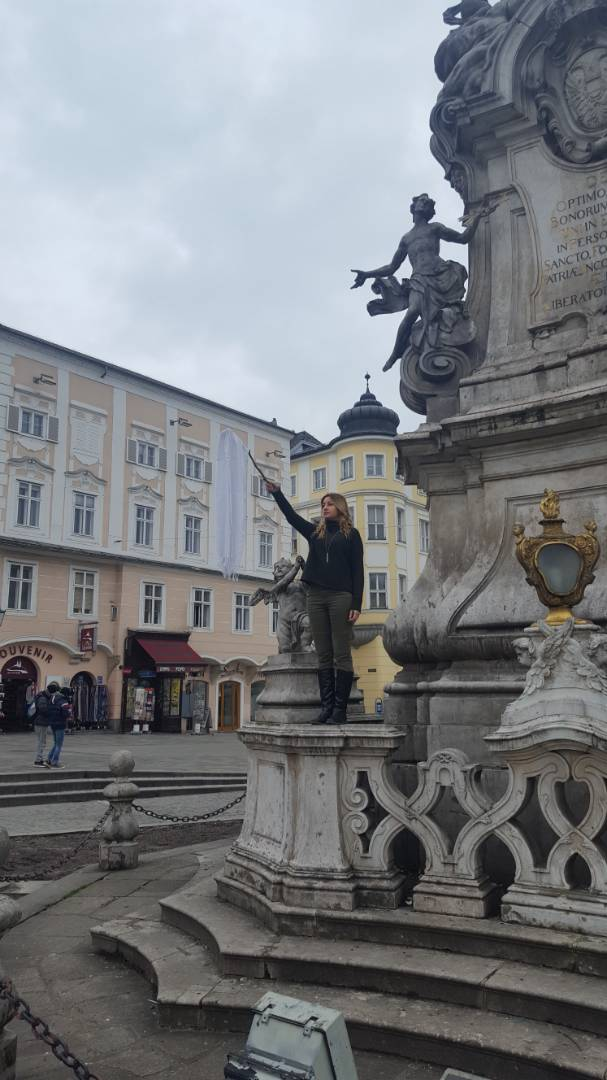
Une Iranienne imitant Vida Movahed en signe de soutien depuis Linz (3 février 2018).

Les manifestations iraniennes contre le port obligatoire du hijab, aussi nommées manifestations des Filles d'Enghelab (en persan : دختران خیابان انقلاب), sont une série de manifestations contre l'utilisation du hijab obligatoire en Iran. 

## Chronologie
En 2018, des protestations font suite à l'arrestation de Vida Movahed (persan : ویدا موحد), une femme iranienne ayant enlevé son foulard et l'ayant transformé en étendard, pendant les manifestations de 2017 et 2018 en Iran,,,,,,,,,.